# Plašilita
La plašilita, en anglès plášilite, és un mineral de la classe dels sulfats. Rep el nom en honor de Jakub Plášil (nascut el 1984), cristal·lògraf del Departament d'Anàlisi d'Estructures de l'Institut de Física de l'Acadèmia de Ciències de la República Txeca.

## Característiques
La plašilita és un sulfat de fórmula química Na(UO₂)(SO₄)(OH)·2H₂O. Va ser aprovada com a espècie vàlida per l'Associació Mineralògica Internacional el 2014, sent publicada l'any 2015. Cristal·litza en el sistema monoclínic. La seva duresa a l'escala de Mohs es troba entre 2 i 3.

## Formació i jaciments
Va ser descoberta a la mina Blue Lizard, situada al districte miner de Red Canyon, dins el comtat de San Juan (Utah, Estats Units). També ha estat descrita en altres dues mines properes: la mina Markey i la mina Green Lizard, així com a la mina Widowmaker, situada al districte miner de White Canyon, també al comtat de San Juan.